# RGL2
RGL2‏ (Ral guanine nucleotide dissociation stimulator like 2) هوَ بروتين يُشَفر بواسطة جين RGL2 في الإنسان.